# Arthur Hailey
Arthur Hailey  (Luton, 5 de abril de 1920 – Nassau, 24 de novembro de 2004) foi um romancista britânico / canadense / norte-americano / bahamiano.

## Biografia
Nascido na cidade de Luton, Bedfordshire, Inglaterra, filho de um casal de operários, Hailey começou a trabalhar aos catorze anos, interrompendo seus estudos após concluir o curso primário. Apesar disso, lia com avidez tudo o que lhe vinha às mãos, e logo viria a descobrir que essa é a melhor escola para quem deseja escrever. Com a deflagração da II Guerra Mundial, Hailey alistou-se na RAF (pt: Força Aérea Real), tendo sido mandado ao Canadá para adestramento. Serviu até o final do conflito como Tenente Aviador, cumprindo missões na América do Norte, Oriente Médio e Extremo Oriente. Durante os breves intervalos das ações militares, aproveitava o tempo para escrever poemas, peças teatrais e contos, que foram publicados depois em pequenos jornais e revistas.
Entre 1944 e 1950 esteve casado com Joan Fishwik. Nessa época, em 1947, emigrou para o Canadá. Em 1951 casou-se com Sheila Dunlop, com quem teve três filhos.
Em 1956, viajando num avião comercial em meio a uma tempestade, Hailey, até então diretor de vendas e publicitário, se perguntou o que aconteceria se a tripulação sofresse um colapso e ele, ex-piloto, fosse chamado a assumir o comando do aparelho. Pensando nisso, começou a fazer o esboço de uma peça para a televisão, a que deu o nome de Flight into Danger (Voando para o Perigo).  A novela foi aceita pela CBC, de Toronto, e levada ao vídeo com grande sucesso no Canadá, Estados Unidos e Inglaterra. Foi posteriormente reescrita como romance Runway Zero-Eight. Nos anos seguintes ele escreveu mais dez peças e diversos roteiros de cinema, como Zero Hora (1956), Time Lock (1957) e Os Jovens Médicos (1961), tornando-se o escritor canadense de maior sucesso internacional, tendo recebido, durante dois anos consecutivos, o prêmio de Melhor Escritor Teatral da televisão canadense. Em 1958, abandonou seus interesses comerciais para dedicar-se exclusivamente à carreira de escritor.
Em 1965 mudou-se para a Califórnia, Estados Unidos, mas em 1969 tornou a emigrar, desta vez para as Bahamas, como forma de evitar os escorchantes impostos cobrados por Canadá e Estados Unidos, que já chegavam a 90% de seu rendimento
Em 1979, após a publicação de Colapso, anunciou a sua aposentadoria, por sentir-se muito cansado.  Estava disposto a viajar, pescar, relaxar ouvindo música.  O que ele não sabia é que estava próximo da morte, com seis obstruções nas coronárias.  Após ser diagnosticado e fazer cirurgia de colocação de quatro pontes de safena, sentiu-se tão revigorado, a ponto de sua esposa Sheila recomendar-lhe escrever outro livro. O que efetivamente aconteceu com Remédio Amargo, que ainda foi seguido por outros romances.
Morreu em 2004, aos 84 anos, nas Bahamas.

## Curiosidades
Suas obras possuem entre si elementos comuns, como, por exemplo, a impressionante precisão com que são descritos ambientes familiares somente aos profissionais da área. Esses elementos eram pesquisados durante aproximadamente oito meses para cada livro. O próprio Hailey descrevia sua profissão "como um trabalho duro. É como soldar um cano ou empilhar tijolos".
Considerava-se "mais um contador de histórias do que um escritor" e se descrevia como um homem prático, que nada mais fazia que tirar proveito de seu talento, como o faz um cantor, um pianista ou um piloto de corridas. O que pretendia era provocar o interesse do leitor pela história que narrava.